# Metra

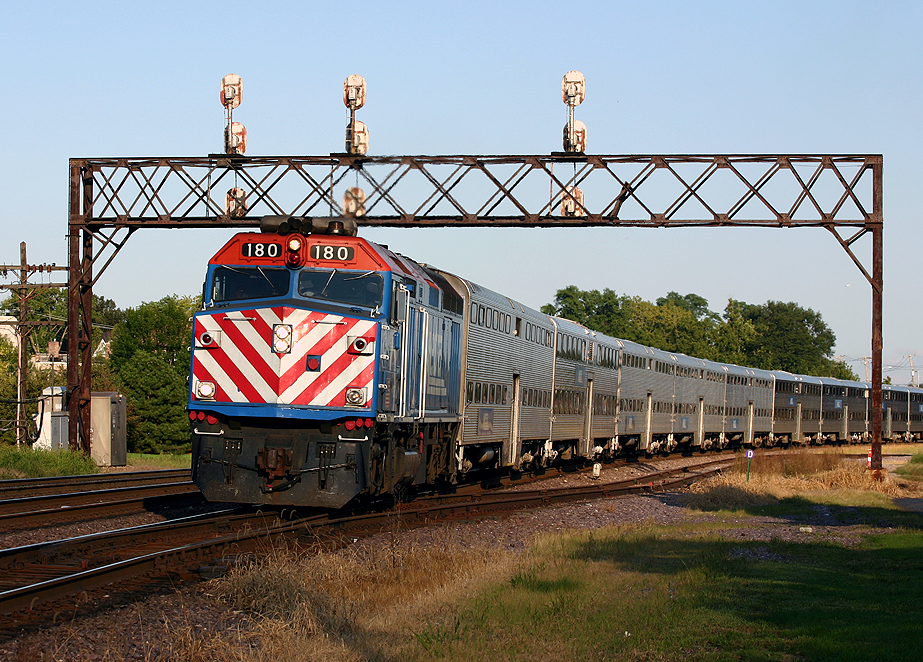
Lokomotywa 180 ciągnąca dwupoziomowe wagony pasażerskie

Metra (oficjalnie Northeast Illinois Regional Commuter Railroad Corporation) jest operatorem kolei podmiejskiej działającym na terenie Chicago (Illinois, USA) i otaczających przedmieści. System obsługuje około 200 stacji i 11 linii, obejmując swoim zasięgiem 6 hrabstw (Cook, DuPage, Kane, Lake, McHenry i Will Counties). Operator obsługuje ponad 80 milionów przejazdów rocznie.

## Linie i stacje

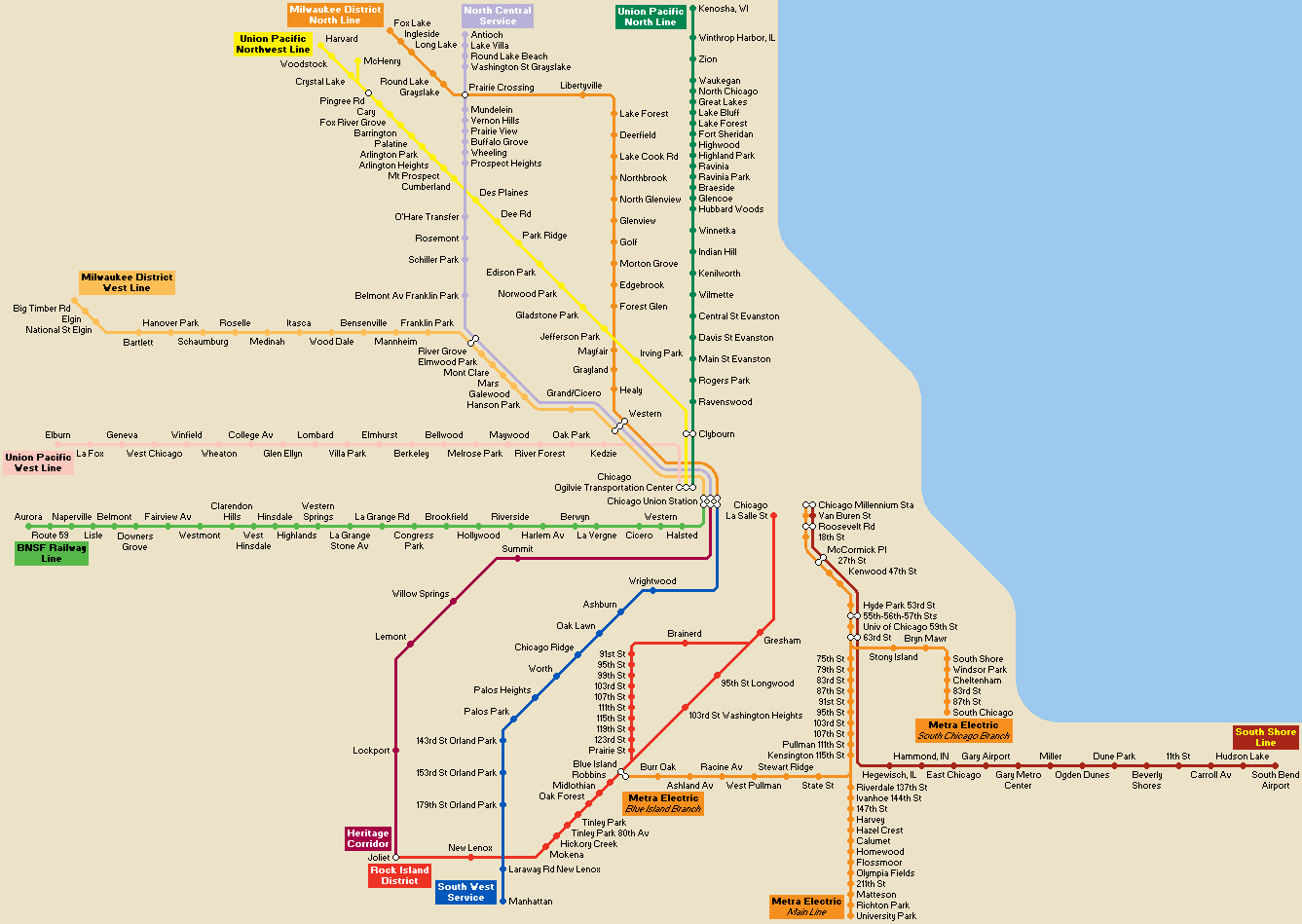
Schemat linii sieci Metry

| Linia                         | Stacja w Chicago              | Stacja końcowa                  | Długość linii    | Liczba stacji | Data utworzenia | Były właściciel                                                  |
| ----------------------------- | ----------------------------- | ------------------------------- | ---------------- | ------------- | --------------- | ---------------------------------------------------------------- |
| Heritage Corridor             | Union Station                 | Joliet                          | 37.3 mil/60 km   | 6             | 1947            | Alton Railroad                                                   |
| BNSF Railway Line             | Union Station                 | Aurora                          | 37.5 mil/60.3 km | 26            | 1864            | Chicago, Burlington and Quincy Railroad                          |
| SouthWest Service             | Union Station                 | Manhattan                       | 40.6 mil/65.3 km | 13            | 1880            | Wabash, St. Louis and Pacific Railway                            |
| Milwaukee District/West Line  | Union Station                 | Elgin/Big Timber Road           | 39.8 mil/64 km   | 22            | 1847            | Chicago, Milwaukee, St. Paul and Pacific Railroad                |
| North Central Service         | Union Station                 | Antioch                         | 52.6 mil/84.6 km | 18            | 1851            | Minneapolis, St. Paul and Sault Ste. Marie Railroad („Soo Line”) |
| Milwaukee District/North Line | Union Station                 | Fox Lake                        | 49.5 mil/79.7 km | 22            | 1924            | Chicago, Milwaukee, St. Paul and Pacific Railroad                |
| Union Pacific/West Line       | Ogilvie Transportation Center | Elburn                          | 36.7 mil/59 km   | 19            | 1865            | Chicago and North Western Railway                                |
| Union Pacific/Northwest Line  | Ogilvie Transportation Center | Harvard lub McHenry             | 62 mil/99.7 km   | 23            | 1865            | Chicago and North Western Railway                                |
| Union Pacific/North Line      | Ogilvie Transportation Center | Kenosha                         | 51.9 mil/83.5 km | 27            | 1854            | Chicago and North Western Railway                                |
| Metra Electric Line           | Millennium Station            | Blue Island lub University Park | 50.3 mil/80.9 km | 49            | 1856            | Illinois Central Railroad                                        |
| Rock Island District          | LaSalle Street Station        | Joliet                          | 40.2 mil/64.7 km | 25            | 1852            | Chicago, Rock Island and Pacific Railroad                        |